# Karol Wild (starszy)
Karol Wild – polski księgarz, wydawca.
W 1796 założył zakład księgarski we Lwowie. Od 1811 dodatkowo prowadził wypożyczalnię książek. Od 1816 był wydawcą czasopisma o charakterze literacko-naukowym pt. „Pamiętnik Lwowski”, potem przemianowany na „Pamiętnik Galicyjski”. Był głównym dostarczycielem książek dla Józefa Maksymiliana Ossolińskiego, w 1817 założyciela Zakładu Narodowego im. Ossolińskich. Od 1849 przez 30 lat jego działalność kontynuował syn, także Karol Wild. Został pochowany na Cmentarzu Łyczakowskim we Lwowie.